# Барон Ноэль-Бакстон

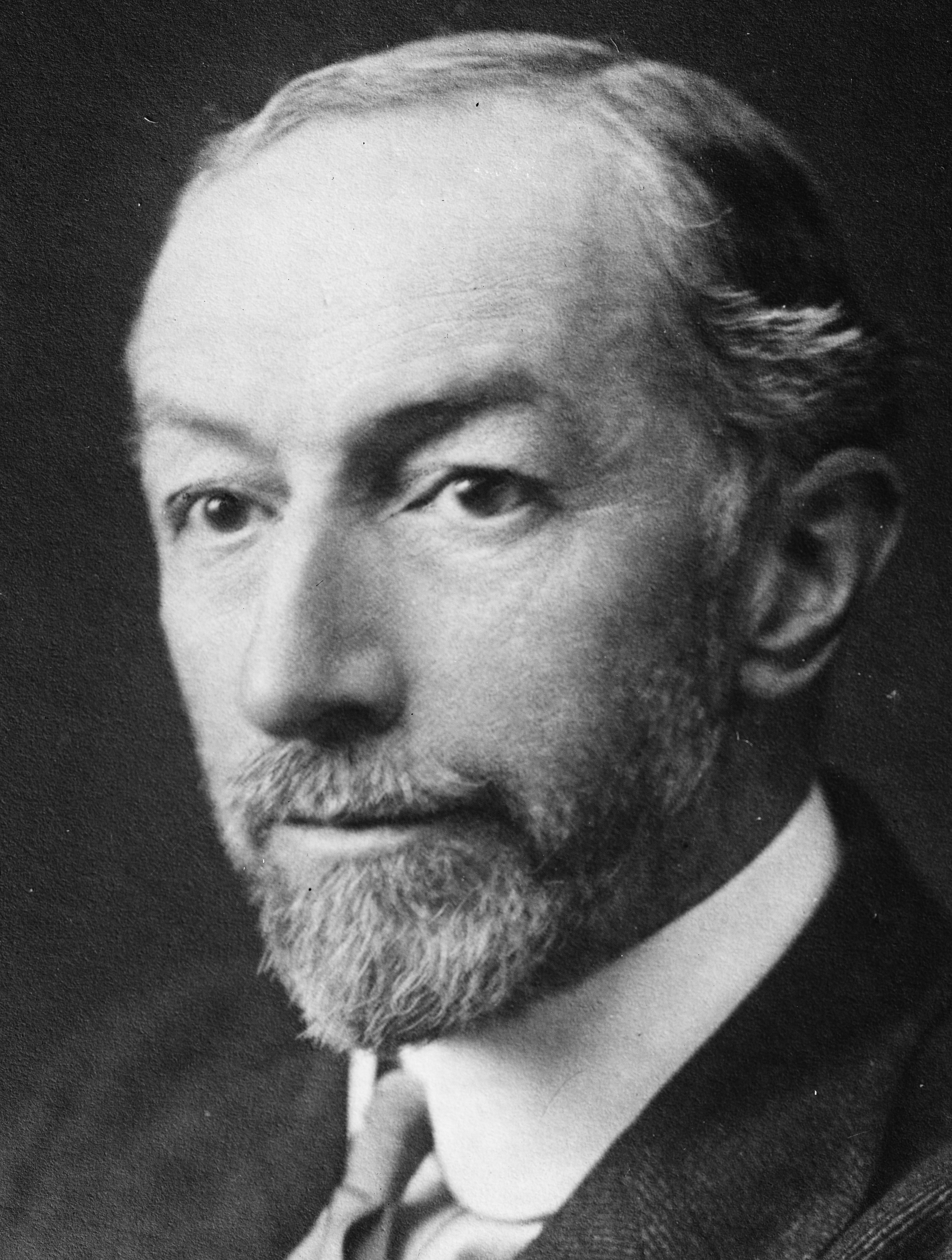
Ноэль Эдвард Ноэль-Бакстон, 1-й барон Ноэль-Бакстон (1869—1948)

Барон Ноэль-Бакстон из Эйлшема в графстве Норфолк — наследственный титул в системе Пэрства Соединённого королевства. Он был создан 17 июня 1930 года для британского политика Ноэля Ноэля-Бакстона (1869—1948). Он был вторым сыном сэра Томаса Бакстона, 3-го баронета из Белфильда (1837—1915), правнуком сэра Томаса Фауэлла Бакстона, 1-го баронета из Белфильда (1786—1845), и внучатым племянником Чарльза Бакстона (1823—1871), отца Сиднея Бакстона, 1-го графа Бакстона (1853—1934). Ранее Ноэль Ноэль-Бакстон заседал в Палате общин Великобритании от Уитби (1905—1906) и Северного Норфолка (1910—1918, 1922—1930), а также занимал должность министра сельского хозяйства и рыболовства (1924, 1929—1930).
По состоянию на 2024 год носителем титула являлся его правнук, Чарльз Коннал Ноэль-Бакстон, 4-й барон Ноэль-Бакстон (род. 1975), который стал преемником своего отца в 2013 году.
Также известен майор Обри Леланд Оакс Бакстон (1918—2009), сын Леланда Уильяма Уилберфорса Бакстона, младшего сына 3-го баронета. В 1978 году он получил звание пожизненного пэра как барон Бакстон из Алса.

## Бароны Ноэль-Бакстон (1930)
- 1930—1948: Ноэль Эдвард Ноэль-Бакстон, 1-й барон Ноэль-Бакстон (9 января 1869 — 12 сентября 1948), второй сын сэра Томаса Фауэлла Бакстона, 3-го баронета (1837—1915)[1];
- 1948—1980: Руфус Александр Бакстон, 2-й барон Ноэль-Бакстон (12 января 1917—1980), старший сын предыдущего[2];
- 1980—2013: Мартин Коннал Ноэль-Бакстон, 3-й барон Ноэль-Бакстон (8 декабря 1940 — 1 декабря 2013), старший сын предыдущего[3];
- 2013 — настоящее время: Чарльз Коннал Ноэль-Бакстон, 4-й барон Ноэль-Бакстон (род. 17 апреля 1975), единственный сын предыдущего[4];
  - Наследник титула: достопочтенный Саймон Кэмпден Ноэль-Бакстон (род. 9 апреля 1943), дядя предыдущего[5];
    - Наследник наследника: Кристофер Джон Ноэль-Бакстон (род. 11 июня 1988), единственный сын предыдущего[6].